# Ju (kana)
A hiragana ゆ, katakana ユ, Hepburn-átírással: yu, magyaros átírással: ju japán kana. A hiragana és a katakana is a 由 kandzsiból származik. A godzsúonban (a kanák sorrendje, kb. „ábécérend”) a 37. helyen áll. Dakutennel és handakutennel képzett alakja nincs. Kisebb írásmódú alakjával képezik a jóon kettőshangzók egy részét.
|          | Hepburn és magyaros | Hiragana (Unicode) | Katakana    |
| -------- | ------------------- | ------------------ | ----------- |
| Alapalak | yu ju               | ゆ (U+3086)        | ユ (U+30E6) |

## Vonássorrend
|  |  |
|  |  |